# Matthew Pritchard
Matthew Pryderi Pritchard, född den 30 mars 1973 i Cardiff, Wales, är en professionell skateboardåkare. Han började med skateboarding vid 15 års ålder. Matthew Pritchard är en av de mest kända skateboardåkarna i Storbritannien.
Han är medlem i laget Death Skateboards, och han hade en liten roll i deras senaste video Squadrophenia. Utöver sitt sponsorskap hos Death, samarbetar han med flera andra företag, inkluderat Globe Shoes, Stimulus, Fury, Ricta, Von Zipper och Eastpak.

## Uppväxten
Matthew Pritchard hade alltid varit förtjust i skateboarding, men det tog lång tid och många månaders arbete innan han lyckades tjäna ihop pengar till en egen skateboard. Han brukade skejta på helgerna i Cardiff och en dag mötte han Lee Dainton. Både insåg att de delade samma intressen för skateboarding och stunt. Efter gymnasiet började Pritchard jobba som kock. Under en period var han även fönsterputsare. Till slut insåg han att hans rätta yrke var skateboardåkare.
1992 var han den förste som klarade av att göra en "double set". Han blev professionell och känd över hela Storbritannien.
Tillsammans med Dainton gjorde han en skatefilm vid namn "Pritchard vs. Dainton". Ett tv-bolag kontaktade dem för att bestämma ett möte och en vecka senare hade de, Daniel Joyce och Michael Locke skrivit på kontraktet och fått en egen tv-serie: Dirty Sanchez.

## Dirty Sanchez (2002–2007)
Pritchard är medlem i tv-serien Dirty Sanchez. Han är den som gör de farligaste stunten och brukar bli kallad för mr 50/50; han har 50 % chans att överleva och 50 % risk att dö. Han och Lee Dainton bråkar alltid med varandra.